# Cantonul Albi-Nord-Ouest
Cantonul Albi-Nord-Ouest este un canton din arondismentul Albi, departamentul Tarn, regiunea Midi-Pyrénées, Franța.

## Comune
| Comune              | Populație (1999) | Cod poștal | Cod INSEE |
| ------------------- | ---------------- | ---------- | --------- |
| Albi                | 8.312 (1)        | 81000      | 81004     |
| Cagnac-les-Mines    | 2.349            | 81130      | 81048     |
| Castelnau-de-Lévis  | 1.545            | 81150      | 81063     |
| Mailhoc             | 253              | 81130      | 81152     |
| Milhavet            | 86               | 81130      | 81166     |
| Sainte-Croix        | 373              | 81150      | 81326     |
| Villeneuve-sur-Vère | 472              | 81130      | 81319     |

1. ↑   https://www.legifrance.gouv.fr/jo_pdf.do?id=JORFTEXT000000332228&pageCourante=04152 Lipsește sau este vid: |title= (ajutor)